# Wim Stroetinga

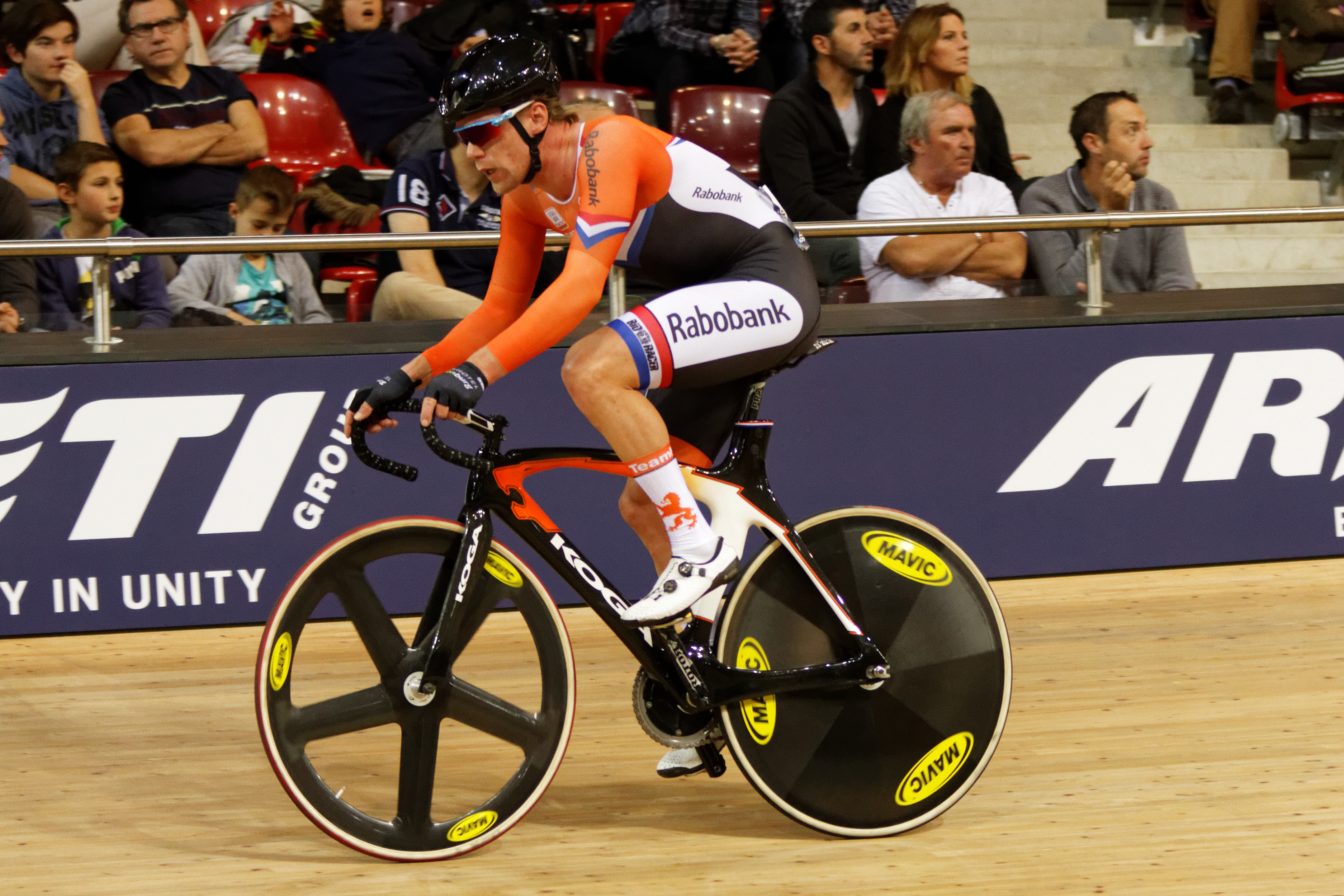
Stroetinga under madisonloppet vid EM 2016.

Wilhelm "Wim" Stroetinga, född den 23 maj 1985 i Drachten, är en nederländsk tidigare tävlingscyklist som främst hade framgångar på bana, speciellt i scratch i vilket han blev juniorvärldsmästare 2002 och, som senior, silvermedaljör vid världsmästerskapen 2008 och 2009, samt bronsmedaljör 2012. Dessutom blev han europamästare i omnium 2008, samt vann sju sexdagarslopp. Vid olympiska spel ingick han i det nederländska laget i lagförföljelselopp 2008 (5:a), 2012 (7:a) och 2016 (oplacerade).
På landsväg märks främst segern i Nationale Sluitingsprijs 2012.
Efter den aktiva karriären har Stroetinga (sedan 2021) fortsatt arbeta som assisterande sportdirektör.

## Meriter – landsväg
| 2005 Vinnare av Ronde van Midden-Nederland 2007 3:a i Ronde van Noord-Holland 2011 Vinnare av Ronde van Midden-Nederland 3:a i Nationale Sluitingsprijs 2012 Vinnare av Nationale Sluitingsprijs | 2014 Vinnare av Ronde van Midden-Nederland 2:a totalt i Olympia's Tour 2015 Vinnare av Himmerland Rundt 2016 Vinnare av etapp 4 i Ster ZLM Tour 3:a i linjelopp vid Nederländska mästerskapen 2017 3:a i Ronde van Noord-Holland |

## Meriter – bana
| 2008 5:a i lagförföljelselopp 2012 7:a i lagförföljelselopp Junior 2002 Världsmästare i scratch 2003 3:a i madison (med Niels Pieters) Elit 2007 2:a i scratch 2008 2:a i scratch 2012 3:a i scratch 2008 2:a i omnium (uthållighet) 2016 3:a i scratch 2019 3:a i scratch | 2011 2:a i Amsterdams sexdagars med Peter Schep 2:a i Gents sexdagars med Peter Schep 2012 Vinnare av Rotterdams sexdagars med Peter Schep 3:a i Amsterdams sexdagars med Peter Schep 2013 2:a i Rotterdams sexdagars med Peter Schep 2:a i Gents sexdagars med Iljo Keisse 3:a i Amsterdams sexdagars med Jens Mouris 2014 Vinnare av Bremens sexdagars med Leif Lampater 2015 3:a i Bremens sexdagars med Leif Lampater 2017 Vinnare av Berlins sexdagars med Yoeri Havik 2:a i Bremens sexdagars med Leif Lampater 3:a i Rotterdams sexdagars med Dylan van Baarle 3:a i Köpenhamns sexdagars med Yoeri Havik 3:a i Gents sexdagars med Yoeri Havik 2018 Vinnare av Berlins sexdagars med Yoeri Havik Vinnare av Londons sexdagars med Yoeri Havik 2:a i Rotterdams sexdagars med Yoeri Havik 2019 3:a i Rotterdams sexdagars med Yoeri Havik 3:a i Londons sexdagars med Yoeri Havik 2020 Vinnare av Berlins sexdagars med Moreno De Pauw Vinnare av Rotterdams sexdagars med Yoeri Havik |